# 이반 클리마

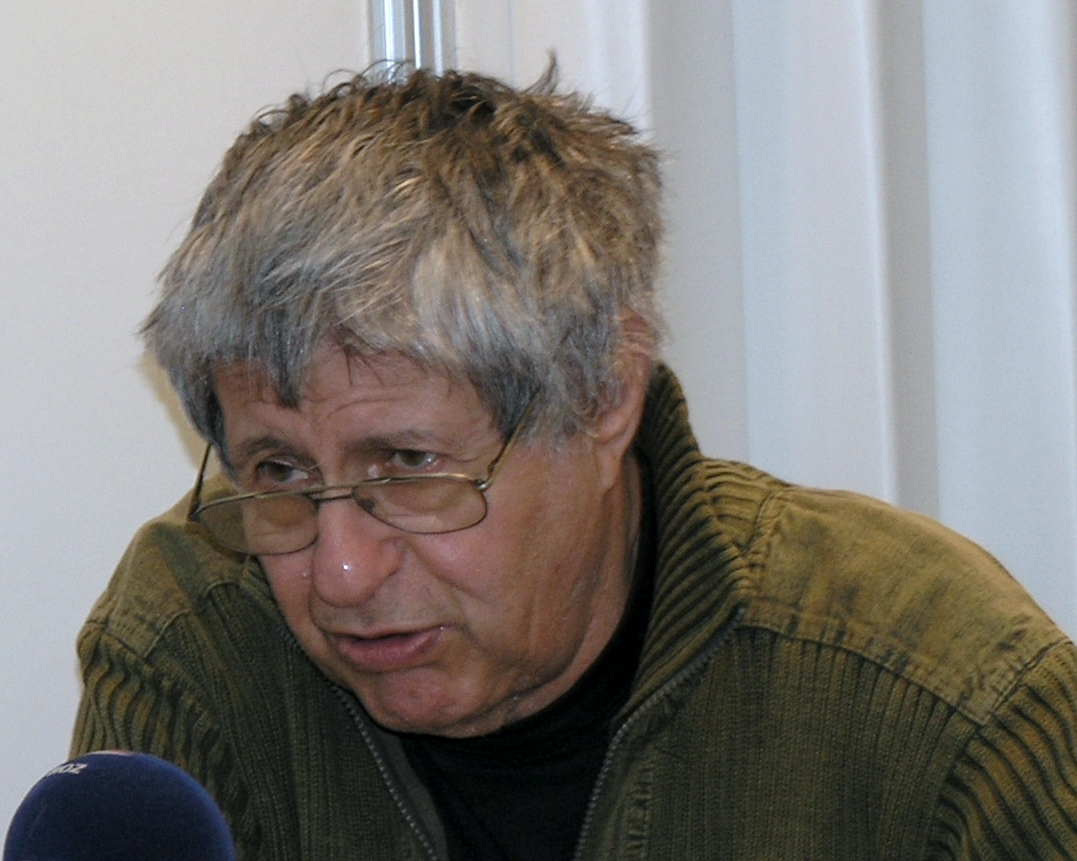
이반 클리마 (2009년)

이반 클리마(Ivan Klíma, 1931년 9월 14일 - ) 체코의 작가이다.
제2차 세계 대전 당시 테레진의 게토에서 3년을 보냈다.
전쟁 후에 김나지움에 입학하고 1951년 졸업한 후 프라하 카렐 대학교 철학부에서 공부한다.
처음 활동을 시작한 것은 Život kolem nás (우리 주변의 삶)이라는 잡지에 글을 쓰면서였다. Květy (꽃)이라는 잡지의 편집인으로 일하기도 하였다. 1959년에 체코슬로벤스키 스피소바텔 (체코어:Československý spisovatel, 체코슬로바키아 작가)라는 출판사의 편집인이 되고 1963년까지 일한다. 1936년 이후에는 Lidové noviny 리도베 노비니, Literárné listy 리테라르네 리스티 등에 글을 쓰고 나중에는 Květen (발음:크베텐, 5월), Plamen (발음:플라멘, 불꽃), Orientace (발음:오리엔따쩨, 오리엔테이션) 등의 잡지에 글을 쓴다.
1969년-1970년에는 미국의 미시간 대학에서 방문 교수로 활동한다. 체코슬로바키아로 돌아온 후에는 출판이 금지되고 사미즈다트로 글을 쓰게 된다.

## 작품
- Bezvadný den (완벽한 하루), 1960년, 고독을 주제로 한 단편 모음
- Mezi třemi hranicemi (세 국경 사이에서), 1960년, 슬로바키아로부터의 르포르타주
- Karel Čapek (카렐 차페크), 1962년, 에세이
- Hodina ticha, 1963년, 장편
- Milenci na jednu noc (하룻밤을 위한 정부들), 1964년
- Návštěva u nesmrtelné tetky (불멸의 아주머니를 방문하다), 1965년, 예술적인 르포르타주
- Klára a dva páni, 1968년
- Loď jménem naděje (희망이라는 이름의 배), 1969년
- Ženich pro Marcelu (마르쩰라를 위한 신랑감), 1969년
- Milenci na jeden den (하루 낮을 위한 정부를), 1970년
- Soudce z milosti, 1976년, Stojí, stojí šibenička라는 제목으로 사미즈다트, 국외 1986년, 체코 1991년
- Milostné léto (사랑스런 여름), 국외 1979년
- Má veselá jitra (나의 즐거운 아침), 국외 1979년, 1990년 경우에 따라 Moje veselá jitra라는 제목.
- Už se blíží meče (벌써 칼이 다가온다), 국외 1983년, 체코 1990년, 에세이
- Moje první lásky (나의 첫사랑), 국외 1985년
- Láska a smetí (사랑과 쓰레기), 사미즈드트 1987년, 국외 1988년, 체코 1990년
- Má zlatá řemesla, 1990년, 경우에 따라 Moje zlatá řemesla라는 제목
- Poslední stupeň důvernosti (믿음의 마지막 단계), 1996년
- Jak daleko je slunce (태양은 얼마나 먼가), 1999년
- Ani svatí, ani andělé (성인들도 아니고 천사들도 아니다), 1999년

## 희곡
- Zámek (성), 1964년, 카프카식의 희곡
- Mistr, 집필 1967년, 초연 1970년 뉴욕
- Cukrárna Myriam, 1968년
- Porota, 1968년
- Amerika, 1974년, 카프카의 작품을 각색, 파벨 코호우트 (Pavel Kohout)와 공저
- Ženich pro Marcelu
- Pokoj pro dva (둘을 위한 방)
- Hromobití (뇌우)